# São Sebastião do Passé (ort)
São Sebastião do Passé är en ort i Brasilien.   Den ligger i kommunen São Sebastião do Passé och delstaten Bahia, i den östra delen av landet, 1 100 km öster om huvudstaden Brasília. São Sebastião do Passé ligger 51 meter över havet och antalet invånare är 31 049.
Terrängen runt São Sebastião do Passé är platt. Det finns inga andra samhällen i närheten.
Omgivningarna runt São Sebastião do Passé är en mosaik av jordbruksmark och naturlig växtlighet. Runt São Sebastião do Passé är det ganska tätbefolkat, med 78 invånare per kvadratkilometer.